# Parque nacional del Valle de las Flores
El parque nacional del Valle de las Flores es un parque nacional en el estado de Uttaranchal, India. Declarado parque nacional en 1982, se extiende por un área de 87,50 km². Fue declarado como Patrimonio de la Humanidad por la Unesco en el año 1998 de forma conjunta con el Parque Nacional Nanda Devi y ampliada la declaración en el año 2005.

## Flora
El parque alberga variada flora, principalmente las orquídeas (Orchidaceae), las papaveráceas (Papaveraceae), las prímulas (Prímula, las caléndulas o margaritas (Calendula y la Anemone, cubren el suelo. Los bosques alpinos de abedules (Betula) y los rododendros y azaleas (Rhododendron) cubren partes del parque.

## Fauna
El parque alberga fauna como el thar del himalaya (Hemitragus jemlahicus), el leopardo de las nieves (Uncia uncia), el ciervo almizclero (Moschidae), el zorro rojo (Vulpes vulpes), el oso tibetano (Ursus thibetanus) y una gran variedad de mariposas.